# ISO 639-5
ISO 639-5 es la quinta parte del código ISO 639 que constituye las normas internacionales de códigos de lengua. Fue publicada en 2008 e incluye códigos de tres letras (alfa-3) para 114 familias de lenguas y grupos. La Biblioteca del Congreso de Estados Unidos es el agente registrador de esta parte de las normas.
ISO 639-5 incluye y extiende el grupo de códigos "colectivos" de ISO 639-2. Se designan dos tipos de estos códigos de ISO 639-2 que existen también en ISO 639-5. Algunos significan "grupos de lenguajes" y tienen el mismo significado en ambas normas. Los otros significan "grupos de lenguajes restantes" en ISO 639-2 pero en ISO 639-5 significan los grupos enteros. Por ejemplo, en 639-2 el código afa (un "grupo de lenguajes restantes") significa solamente "Lenguajes Afro-Asiáticos (Otros)", pero en 639-5 significa todos "Lenguajes Afro-Asiáticos".